# Gerald Ash
Gerald Ash (conocido como Gerry Ash; 1948) es un deportista estadounidense que compitió en ciclismo en la modalidad de pista. Ganó una medalla de plata en el Campeonato Mundial de Ciclismo en Pista de 1978, en la prueba de tándem.

## Medallero internacional
| Campeonato Mundial | Campeonato Mundial | Campeonato Mundial | Campeonato Mundial |
| Año                | Lugar              | Medalla            | Competición        |
| ------------------ | ------------------ | ------------------ | ------------------ |
| 1978               | Múnich (RFA)       | Medalla de plata   | Tándem (A)         |